# Бурдж ал-Араб
„Бурдж ал Араб“ (на арабски: برج العرب) е луксозен 5-звезден хотел в Дубай, Обединени арабски емирства. Със своите 321 m, той е третият най-висок хотел в света.
Уникалната сграда е построена върху изкуствен остров, отдалечен на 280 м от брега на Персийския залив, свързан с него чрез тесен мост, който минава над самата водна повърхност.
Строежът на хотела започва през 1994 г. и е отворен за гости на 1 декември 1999 г. Хотелът има формата на корабно платно. На самия му връх има площадка за хеликоптери, ресторант Ал Мунтаха и бар Скайвю бар с гледка към океана.
Любопитен е фактът, че погледнат от към морето, очертанията на хотела (основната конструкция по вертикала и кръстосания висящите ресторант и бар на върха на конструкцията) наподобяват „християнски кръст“.
В „Бурдж ал Араб“ няма стандартни стаи. Най-малкият апартамент заема 169 m2, а най-големият – около 780 m2. Цената за нощувка варира между 1000 $ и 15 000 $. Кралският апартамент е най-скъп – 28 000 $.

## Интериор
„Бурдж ал Араб“ има най-високото лоби в света – 180 m.

## Други данни
- Ресторантът „Ал Мунтаха“ се намира на 200 м над Персийския залив и предлага превъзходна гледка към Дубай от високо.
- Ресторантът „Ал Махара“ се намира под водната повърхност и предлага предимно морски деликатеси. До него се достига чрез съоръжение, което прилича на подводница, а пътуването трае 3 мин.
- Архитект и инженер на проекта са английската консултантска фирма „Аткинс“, а построяването на хотела е предоставено на южно африканската фирма „Мъри и Робъртс“. Три години отнема построяването на изкуствения остров и по-малко от три години построяването на самата сграда.
- Това е най-високата сграда с мембранна фасада, най-високият хотел и първият 7-звезден хотел, надвишаващ 305 м.
- През март 2004 г. професионалният голф играч Тайгър Уудс прави няколко удара и изпраща топките в океана от площадката за хеликоптери на върха на хотела.
- През февруари 2005 г. професионалните тенисисти Роджър Федерер и Андре Агаси изиграват приятелски мач на височина 211 м на площадката за хеликоптери, превърната специално за мача в игрище за тенис. Площадката не е имала ограничители или ограда по краищата.
- Близо 1790 m² от стените му са декорирани с чисто злато!

## Галерия
- Ресторантът „Ал Махара“
- Ресторантът „Ал Мунтаха“